# Antelope (Oregon)
Antelope az Amerikai Egyesült Államok északnyugati részén, Oregon állam Wasco megyéjében, az Oregon Route 218 mentén, az Oregon Route 293 csomópontjának közelében elhelyezkedő város. A 2020. évi népszámlálási adatok alapján 37 lakosa van.

## Története
A települést valószínűleg Joseph Sherar expedíciójának tagjai nevezték el; a 19. században sok villásszarvú antilop élt itt. Sherar a Deschutes folyón átívelő híd fizetőkapujának üzemeltetője volt.

### Megalapítása
A 19. században Antelope a The Dallest a Canyon City közelében fekvő bányákkal összekötő útvonal mentén feküdt. Az 1871-ben alapított posta első vezetője Howard Maupin, Maupin város alapítója volt. A népesség 1900-ban, a Columbia Southern Railway Biggs és Shaniko közötti vasútvonalának elkészülése után tetőzött; a szeptember 9-étől érvényes menetrend szerint Shaniko és Antelope között naponta egy postakocsi közlekedett.
Antelope 1901. január 29-én kapott városi rangot.

### Radzsnís-mozgalom
A Radzsnís-mozgalom a település közelében 1981-ben alapította meg Rajneeshpuramet, amelyet 1984-ben Rajneesh-re neveztek át. A szervezet tagjai a megyei választások befolyásolása érdekében a törvényszék épületének felületét szalmonellavírussal fertőzték meg; ennek következtében tíz étteremben 751-en fertőződtek meg. Az eset miatt 1985-ben a mozgalom összeomlott. 1985. november 6-án a maradék lakosság 34–0 arányban a település régi nevének visszaállításáról döntött; a módosítást a posta nem vette figyelembe.
Az adófizetés hiánya miatt a terület újra állami tulajdon lett, majd 1991-ben 3,65 millió dollárért eladták Dennis Washingtonnak. Ma az Antelope-tól 29 km-re fekvő területen a Young Life egyházi szervezet működik.

## Éghajlat
A település éghajlata mediterrán (a Köppen-skála szerint Csb).
| Hónap                                   | Jan.  | Feb.  | Már.  | Ápr.  | Máj.  | Jún.  | Júl. | Aug. | Szep. | Okt.  | Nov.  | Dec.  | Év    |
| --------------------------------------- | ----- | ----- | ----- | ----- | ----- | ----- | ---- | ---- | ----- | ----- | ----- | ----- | ----- |
| Rekord max. hőmérséklet (°C)            | 18,0  | 22,0  | 26,0  | 32,0  | 37,0  | 39,0  | 42,0 | 43,0 | 41,0  | 33,0  | 24,0  | 22,0  | 43,0  |
| Átlagos max. hőmérséklet (°C)           | 4,0   | 7,4   | 11,0  | 15,1  | 19,6  | 24,1  | 29,8 | 29,2 | 24,5  | 17,7  | 9,7   | 5,2   | 16,5  |
| Átlagos min. hőmérséklet (°C)           | −4,8  | −3,2  | −1,4  | 0,4   | 3,4   | 6,8   | 9,8  | 9,0  | 6,0   | 1,9   | −1,6  | −4,1  | 1,9   |
| Rekord min. hőmérséklet (°C)            | −33,0 | −30,0 | −15,0 | −12,0 | −12,0 | −11,0 | −2,0 | −1,0 | −7,0  | −13,0 | −22,0 | −29,0 | −33,0 |
| Átl. csapadékmennyiség (mm)             | 40    | 29    | 29    | 26    | 35    | 27    | 8    | 12   | 17    | 25    | 42    | 43    | 333   |
| Forrás: Western Regional Climate Center |       |       |       |       |       |       |      |      |       |       |       |       |       |

## Népesség
A település népességének változása:

| 2010 | 46 |
| 2020 | 37 |

## Film
A Forensic Files 2003-as Bio-Attack című epizódja, valamint a Netflix Wild Wild Country című dokumentumfilmje az 1984-es ételmérgezést dolgozzák fel.

## Fordítás
- Ez a szócikk részben vagy egészben  az   Antelope, Oregon című angol Wikipédia-szócikk ezen változatának fordításán alapul.  Az eredeti cikk szerkesztőit annak laptörténete sorolja fel. Ez a jelzés csupán a megfogalmazás eredetét és a szerzői jogokat jelzi, nem szolgál a cikkben szereplő információk forrásmegjelöléseként.